# Konrad IX. (Oels)
Konrad IX. von Oels (auch Konrad IX. „der Schwarze“, lateinisch Conradus Niger, polnisch Konrad IX Czarny; * zwischen 1415 und 1420; † 14. August 1471) war von 1450 bis 1452 gemeinsam mit seinem Bruder Konrad X. „der junge Weiße“ Herzog von Oels, Cosel, Steinau sowie halb Beuthen. Nach der Teilung 1452 gehörten ihm bis zu seinem Tod 1471 die Gebiete von Cosel und Beuthen, dessen zweite Hälfte er 1459 ebenfalls erwarb, sowie die Stadt Oels. Er entstammte dem Glogauer Zweig der Schlesischen Piasten. 

## Leben
Seine Eltern waren Konrad V. „der Kanthner“ († 1439) und Margareta († 1449/50), deren Herkunft nicht bekannt ist. 1452/53 vermählte sich Konrad mit Margareta († 1483/85), einer Tochter des Herzogs Siemowit V. von Masowien. Der Ehe entstammte die einzige Tochter Barbara, die 1479 starb. Alle männlichen Mitglieder des Hauses Oels trugen den Vornamen Konrad, weshalb sie zur Unterscheidung mit Beinamen bezeichnet werden.
Nach dem Tod des Vaters, der 1439 an der Pest starb, wurden Konrad IX. „der Schwarze“ und sein jüngerer Bruder Konrad X. „der junge Weiße“, die noch nicht die Volljährigkeit erlangt hatten, unter die Vormundschaft ihres Onkels Konrad VII. des alten Weißen gestellt. Nachdem sie schon bald mündig wurden, kam es zwischen ihnen und ihrem Vormund zu kriegerischen Auseinandersetzungen. Konrad VII. hatte ihnen zu ihrem Unterhalt lediglich die Stadt Kanth zugewiesen und sich geweigert, ihnen das gesamte väterliche Erbe auszuhändigen. In ihren Forderungen wurden sie von ihrem bischöflichen Onkel Konrad IV. „Senior“ unterstützt, der 1444 seinen Bruder Konrad VII. wegen dessen Unnachgiebigkeit in der bischöflichen Stadt Neisse gefangensetzte.
Nachdem der kinderlose Herzog Konrad VII. beabsichtigte, seine Gebietsanteile an die Herzöge von Sagan zu übertragen, obwohl dieses Vorhaben im Widerspruch zu der 1437 vereinbarten und bestätigten Gesamtbelehnung durch den böhmischen Landesherrn stand, wurde er 1450 von Konrad IX. und dessen Bruder Konrad X. gefangen genommen und zum Rücktritt von der Regierung gezwungen. Anschließend verwalteten die beiden Brüder die Oelser Besitzungen bis zum Tod Konrads VII. im Jahre 1452 gemeinsam. Bei der anschließenden Teilung erhielt Konrad IX. die Stadt Oels sowie die Oppelner Gebiete von Beuthen und Cosel, während sein Bruder Konrad X. das Herzogtum Oels (ohne die Stadt Oels) sowie das Gebiet von Steinau und Wohlau erhielt.
In den Auseinandersetzungen um den böhmischen Königsthron nach dem Tod Ladislaus Postumus 1457 standen Konrad IX. und sein Bruder Konrad X. aus Seiten des Gubernators Georg von Podiebrad, dem sie nach der Wahl zum König von Böhmen 1459 huldigten. Mit dessen Zustimmung erwarb Konrad IX. 1459 vom Teschener Herzog Wenzel I. die zweite Hälfte von Beuthen und verband sie mit der seit 1369 im Besitz der Oelser Herzöge befindlichen Hälfte. Obwohl Konrads IX. Bruder Konrad X. als Feldhauptmann Georgs im Kampf gegen die Breslauer wenig erfolgreich war, bestätigte Georg von Podiebrad 1459 den beiden Konraden ihre Besitzungen und Privilegien. Zu einer Entfremdung zu Georg von Podiebrad kam es, als dieser den sächsischen Kurfürsten Friedrich II. dadurch gewinnen wollte, dass er ihm am 27. Februar 1461 die diesem von Kaiser Friedrich III. widerrechtlich verbriefte Anwartschaft auf die Länder des 1452 verstorbenen Herzogs Konrad VII. „des alten Weißen“ bestätigte. Nachdem am 23. Dezember 1466 der neue Papst Paul II. über Georg von Podiebrad ein Verdammungsurteil verhängte und nachfolgend die Streitigkeiten zwischen den Katholiken und Utraquisten kriegerische Ausmaße annahmen, kämpften Konrad IX. und sein Bruder zusammen mit den königlichen Söhnen sowie Johann II. von Sagan wiederum auf Seiten Georgs von Podiebrad. 
Konrad IX. „der Schwarze“ starb 1471. Erbe wurde sein Bruder Konrad X. „der junge Weiße“, dem auch die Vormundschaft über dessen Tochter Barbara zustand. Konrads IX. Witwe Margarethe II. von Masowien († 1483/85) erhielt als Leibgedinge die Stadt Oels.